# Conca del riu Paraguai
La conca del riu Paraguai és una de les dotze regions hidrogràfiques del territori brasiler.
Té una àrea d'1,1 milió de km², comprenent no només els estats de Mato Grosso i del Mato Grosso do Sul com també altres països veïns de Brasil, com Argentina, Paraguai i Bolívia. El principal riu de la conca és el Paraguai, que neix en territori brasiler en la Chapada dels Parecis. El cabal mitjà conjunta de la conca és de 363.445 m³/s.
La conca del Paraguai pot ser dividida en dues regions separades: l'altiplà Brasiler, amb terres per sobre de 200 m d'altitud, i el Pantanal, de terres amb menys de 200 m d'altitud i subjectes la inundacions periòdiques, funcionant com un gran reserva regularitzats de les accions dels rius de la conca.
Els biomes predominants en la conca són el 'Cerrado' (en la regió de l'altiplà Brasiler) i el Pantanal. En virtut de l'expansió de les activitats agro-industrials i de la mineria, les desforestacions venen accentuant els processos d'erosió, contribuint per a l'augment de la sorra dels rius de la regió, principalment el Taquari i el Sao Lourenço, afluents del riu Paraguai.
El principal centre urbà localitzat en la regió hidrográfica de Paraguai és la capital matogrossense de Cuiabá.